# Artyk (Sacha)
Artyk (russisch А́ртык; jakutisch Аартык) ist eine Siedlung städtischen Typs in der Republik Sacha (Jakutien) in Russland mit 509 Einwohnern (Stand 14. Oktober 2010).

## Geographie
Der Ort liegt gut 800 km Luftlinie ostnordöstlich der Republikhauptstadt Jakutsk am rechten Ufer des Indigirka-Nebenflusses Nera, unmittelbar oberhalb der Einmündung des namensgebenden Zuflusses Artyk.
Artyk gehört zum Ulus Oimjakonski und befindet sich etwa 100 km ostsüdöstlich von dessen Verwaltungszentrum Ust-Nera. Die Siedlung ist Sitz der Stadtgemeinde (gorodskoje posselenije) Possjolok Artyk, zu der außerdem das Dorf Deljankir (ehemals Doroschny) gehört, etwa 45 km südöstlich bei der Vereinigung der Nera-Quellflüsse Deljankir und Chudschach unmittelbar an der Grenze zur Oblast Magadan gelegen.
Der Gemeindeteil Deljankir gehört zu den kältesten Orten der Nordhalbkugel neben Oimjakon und Werchojansk, zwar nicht nach der absoluten Minimaltemperatur, aber die langjährige Jahresdurchschnittstemperatur (1951–1989) bei der dortigen Wetterstation lag mit −16,8 °C noch unter der von Oimjakon.

## Geschichte
Die Siedlung wurde Ende der 1930er-Jahre im Zusammenhang mit dem Bau der Abzweigung von der Kolymatrasse nach Ust-Nera gegründet. Seit 1957 besitzt Artyk den Status einer Siedlung städtischen Typs.

### Bevölkerungsentwicklung
| Jahr | Einwohner |
| ---- | --------- |
| 1959 | 2898      |
| 1970 | 2792      |
| 1979 | 1924      |
| 1989 | 2420      |
| 2002 | 633       |
| 2010 | 509       |

Anmerkung: Volkszählungsdaten

## Verkehr
Artyk liegt an der Fernstraße R504 Kolyma, die Nischni Bestjach bei Jakutsk mit Magadan verbindet (bisher M56, Nummer noch bis 2017 alternativ in Gebrauch).